# 몽케 칸
뭉케 카안(몽골어: ᠮᠣᠩᠺᠡ
ᠬᠠᠭᠠᠨ Möngke qa'an, 몽골 키릴 문자:Мөнх хаан, 키릴문자: Мунке хаан, Мункэ хаан, Менгу хаан, 蒙哥汗, 또는 몽케 카안, 1209년 1월 10일(음력 1208년 12월 3일) ~ 1259년 8월 11일(음력 7월 20일))은 몽골 제국의 제4대 칸(재위: 1251년 7월 1일 ~ 1259년 8월 11일)이다. 휘는 보르지긴 뭉케(몽골어: ᠪᠣᠷᠵᠢᠭᠢᠨ
ᠮᠣᠩᠺᠡ, 한국 한자: 孛兒只斤夢哥 패아지근몽가), 별칭은 멩케(蒙客), 망구(莽扣, Mangu), 망뢰구(莽賚扣)이다. 칭기즈 칸의 손자이며 귀위크 칸의 사촌동생이기도 하고, 쿠빌라이 카안, 아리크 부케의 형이기도 하다. 묘호는 헌종(憲宗), 시호는 환숙황제(桓肅皇帝)이다.
어머니 소르칵타니 베키의 권고로 구유크 칸의 정적 킵차크 한국 바투와 연락하였다. 1249년 귀유크 칸이 죽자 대칸의 지위를 유지하려는 오고타이계 황족과 갈등, 이복동생 무가 주치 가문의 바투 등의 지원에 힘입어 대칸위에 올랐다. 즉위 후 1251년부터 고려 원정을 시작, 1253년 서방 원정군을 편성해 이라크 및 서남아시아, 시리아를 원정하여 2년 만에 정복했고, 1254년 대리국(현재의 윈난성)과 베트남을 공략, 대리국을 정복하였다. 1252년부터는 델리 술탄국과 티베트를 원정하였다.
그의 아버지는 톨루이이며 어머니는 소르칵타니로 그의 형제는 쿠빌라이, 아리크 부케, 훌라구 등이 있었다. 몽케는 4대 몽골 황제가 되었다. 몽케라는 뜻은 중세 몽골어로 영구(永久), 영원함(永遠)이라는 뜻이다. 몽케는 오고타이 이후 몽골 제국의 점령지와 식민지, 속국에 직접 통치권을 행사할 수 있었던 최후의 카안이었다.

## 생애

### 어린 시절

#### 생애 초반
몽케는 1209년 1월 10일 칭기즈 칸의 넷째 아들인 툴루이와 케레이트족 출신 소르칵타니 베키의 장남으로 태어났다. 쿠빌라이 칸, 훌라구 칸, 아리크 부케는 그의 동복 친동생들이었다. 기욤 드 뤼브룩에 의하면 몽케는 중간 정도 되는 키와 체구였다. 친 형제로는 쿠빌라이, 훌라구, 아리크부카 등이 있었다.
칭기즈 칸의 대제사장 중 1명인 무당 텝 텡그리 쿠추는 몽골의 밝은 미래를 상징하기 위해 갓 태어난 아기에게 이름을 지어주었다 .
원사 헌종전에는 어려서 황홀탑(黃忽答) 부족의 관상가가 어린 몽케를 보고 그가 후에 귀하게 될 관상이라 예언하였다 한다.
몽케는 어기차고 용감하며 굳센 성격으로, 말수가 적고, 사치를 좋아하지 않고, 사냥을 즐겼으며, 무속 신앙의 독실한 신앙인이었다. 십팔사략에 의하면 그는 강직, 명석하고 씩씩하고 굳셌다, 침착하고 단호했으며 학술 교양에도 깊은 관심을 보였다. 원사(元史)에는 그가 침착했다, 말수가 적으며 사치를 좋아하지 않았으며, 부하들을 엄격하게 통솔했다고 기록하였다. 우구데이 칸의 시대에 몽케를 비롯한 일부 몽골 왕족들은 위구르계와 이란계 관료들로부터 페르시아어 문학과 페르시아어로 소개된 그리스, 로마 문며이 이야기 등을 튀르크어나 몽골어 번역을 통해서 접했다. 몽케 자신은 몽골어, 튀르크어, 중국어, 페르시아, 아랍어 등 몇개 국어를 회화, 구사할 수 있었다. 라시드 알딘의 집사에 의하면 몽케는 유클리드의 기하학 원론의 문제를 풀줄 알았다 한다.
큰아버지 우구데이 카안은 쿠추, 시레문 다음으로 그를 잠재적인 차기 후계자로 생각하고, 그를 잠재적인 후계자로 대했다.
그는 리더십과 재능이 있었고, 준엄했으며 자신에게도 엄격하였다. 사치품을 싫어하기로 유명했고, 어떤 일에 탐닉하기를 거부했으며 사냥 이외에는 취미가 없었다. 그러나 그는 공동체의 통합, 단결을 소홀히 여겼고, 독단적인 행동을 곧잘 하였다. 몽케는 형제 중 아리크부카를 총애하였고, 일찍부터 중국문화와 문치주의, 유교 사상의 영향을 받은 다른 동생 쿠빌라이를 속마음으로 불신하여 견제했다.

#### 청소년기
오고타이의 카툰 중 앙회 2황후(昻恢 二皇后)는 자녀가 없었고, 몽케를 양자로 삼아 한동안 데려다 길렀다. 이때 오고타이 칸의 첩 중 1명인 화리차(火里差)가 몽케에게 주어졌다. 화리차는 몽케가 칸위에 오른 뒤 카툰(황후)의 한 사람으로 책봉된다. 오고타이 칸은 총애하던 아들 쿠추가 1236년 남송 원정길에 죽자, 몽케를 잠정적 후계자 후보로 낙점하기도 했다. 오고타이 칸은 페르시아 학자 이디 단 무하메드에게 명하여 몽케에게 글과 학문을 가르치라고 지시했다.
1230년 몽케는 아버지 툴루이, 숙부 오고타이 칸을 따라 금나라 전쟁에 출정하였다. 그해 몽케는 아버지지 툴루이와 함께 부대를 이끌고 금나라의 서북 지방을 공격하였다. 1232년 1월에는 아버지 툴루이를 따라 삼봉산 전투에서 금나라의 장군 완안진화상과 교전하였다. 1232년 10월 툴루이가 독배를 마시고 죽자, 몽케는 쓰촨성 일대 툴루이의 영지로 보내져 다스렸다. 생부 툴루이는 병든 오고타이 칸을 대신하여 저주가 든 독배를 마시고 죽었다 하나, 일설에는 퇴레게네 카툰 혹은 오고타이의 측근들이 툴루이를 견제, 음모를 꾸며 죽였다는 설이 있다.
아버지 툴루이가 죽자, 몽골 관습에 따라 몽케는 아버지의 첩들 중 한 명인 오이라트족의 오굴 투이미시를 물려 받았다. 오굴 쿨미시는 몽케의 사촌 귀위크의 부인 오굴 카미시의 자매이기도 하다. 몽케는 그녀를 깊이 사랑했고 그녀의 큰 딸 시린에게 특별한 호의를 베풀었다. 일설에는 오굴 투이미시는 툴루이와 결혼하기로 했는데, 툴루이가 죽어 몽케가 대신 결혼했다는 설도 있다.
1234년 몽케는 오고타이의 명으로 군사를 이끌고 금나라 전투에 출전, 채주을 공격했다. 완안승린은 체포되어 처형됐지만 금나라 장군 곽하마는 몽케의 본진이 퇴각한 뒤에도, 서주(西州) 성 외곽에서 몽골군을 상대로 2년을 더 항전했다.

#### 중앙아시아, 서유럽 원정

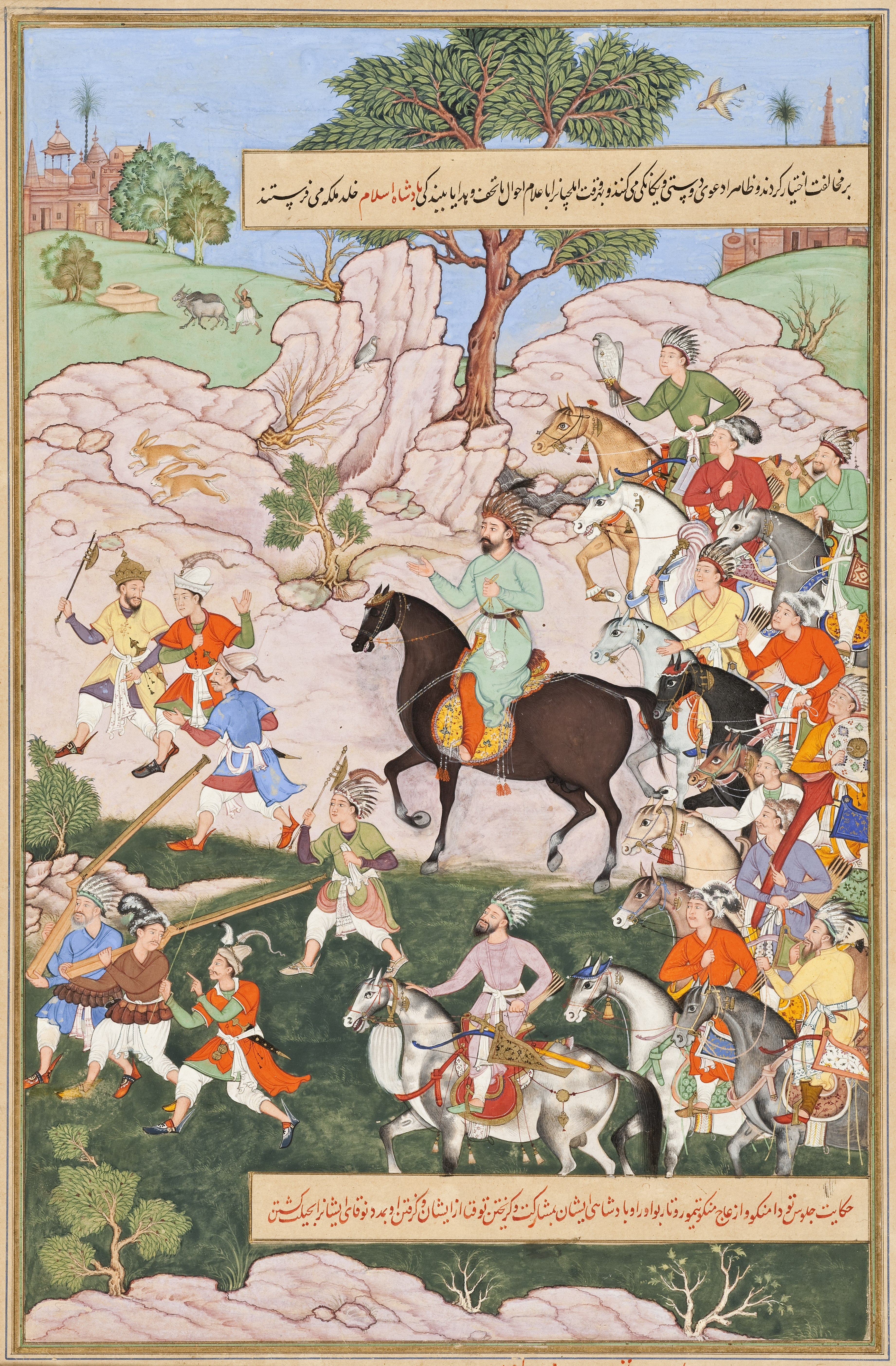
몽케와 그의 군사들

1235년 초봄, 외게데이 칸은 카라코람에서 쿠릴타이를 다시 소집, 이 때의 쿠릴타이에서 주치 가문의 장손 바투를 총사령관으로하는 동유럽 원정군, 귀위크의 세 동생 쿠츄, 코단 등을 총사령관과 하는 남송 원정군을 편성했으며, 고려에도 정벌군을 파견하기로 결정하였다. 몽케는 귀위크 칸을 따라 바투의 서방 원정에 종군, 출정하였다.
1235년 중앙아시아에 도착한 몽케는 군사를 이끌고 킵차크족, 러시아인, 불가르족을 상대로 교전하였다. 몽케는 카스피해변에서 킵차크족의 족장 바크만니와 교전, 바크만니는 볼가 삼각주에서 최종 패배하고 강을 건너 도망쳤다. 몽케는 볼가강을 건너가 바크만을 체포했다. 바크만에게 무릎 꿇으라고 명령했지만, 그는 거절했고, 몽케의 형제 부제크에 의해 처형되었다. 몽케는 몽골 군의 루스 공략에 참여, 그의 사촌 시리반과 부리가 크리미아로 갔을 때, 몽케는 오고타이 칸의 아들 코단과 함께 체르케스의 부족들을 학살하도록 명령 받았다.
몽케는 1236년 가을 귀위크를 따라 원정군에 합류하여 바투, 차가타이 가문의 부리 등과 함께 루시 원정에서 활약했다. 1236년 킵차크를 원정, 바크만과 교전하였다. 1237년 봄 다시 킵차크를 원정, 카스피해 또는 볼가강변에서 킵차크의 지도자 바크만을 격파하고, 그를 생포하였다.
1237년 12월 16일 ~ 21일에는 리아잔 공략전에 참여했고, 1237년 12월 –1238년 1월 콜롬나 전투에 참여했다. 1238년에 몽케는 카프카스 방면으로 내려가 오고타이 칸의 다른 아들인 카단 군대와 합류, 함께 알라니족(아스인)들의 여러 성곽을 공략하였다. 1239년에는 귀위크와 함께 알라니족과의 전투에서 승리를 거두었다. 1239년 말/ 1240년 초에는 귀위크와 함께 아스인들의 거점인 메게스를 점령했다. 몽케의 군대는 메게스를 점령하고 주민들을 학살하였다. 몽케의 군대는 다시 체르케스를 공격, 알란과 체르케스의 부족장, 추장들이 몽케에게 항복하였다. 1240년 겨울에는 키예프 공성전에도 참여하고, 1241년 4월 11일 모히 전투에서는 바투의 휘하에 들어가 싸웠다. 키예프 시내의 화려함과 웅장한 건축물에 끌린 몽케는 키예프 성주에게 사자를 보내 항복을 제안했지만, 키예프 성주는 몽케의 사자를 살해했다. 화가 난 몽케는 바투의 군대가 몽케의 병사들과 합류하자, 바로 키예프시내를 파괴, 방화, 약탈하였다.
1236년 오고타이 칸이 총애하던 아들 쿠추가 남송 원정 도중, 갑자기 사망했다. 오고타이 칸은 쿠추의 아들 시레문을 후계자로 선언했다. 일각에서는 오고타이 칸의 후계자로 시레문이라는 설과 오고타이가 몽케를 후계자로 정했다는 설이 시중에 유포되었다.
1239년 3월 몽케는 카프카스 북부에 사는 이란계 민족 아스(아속 阿速) 족을 정복, 다수의 아스인들이 그의 군대에 투항했다. 몽케는 아스인들로 구성된 대규모 부대를 조직한다. 뒤에 1253년 몽케는 카프카스 북부 아스족 거주지에 사람을 파견하여 호구조사를 하고, 1257년에는 아스족의 다루가치를 보내 주둔하게 했다. 일부는 중원으로 이주시켜 거주하게 했다. 1239년 11월 몽케는 군대를 이끌고 족의 멸겁사성(蔑怯思城)을 정벌했다.

#### 귀환 이후
그러나 차가타이 가문의 부리 등이 주치의 혈통을 문제삼아 바투를 모욕했고, 귀유크는 부리 등에 동조하면서 서방 원정군 사이에 말썽이 벌어졌다. 이 소식을 접한 오고타이 칸은 분개하여 귀위크를 소환했으나, 귀위크가 몽골로 도착하기 전에 사망했다. 칸의 죽음으로 서방 원정은 취소되고, 몽케 역시 군사를 이끌고 귀환했다. 1240년 몽케와 그의 군대는 몽골고원에 도착했다. 1244년 그는 툴루이의 울루스로 보내져, 툴루이 몫의 영지를 세습하였다.
1246년 할아버지 칭기즈 칸의 동생인 종조부 테무게 옷치킨이 쿠릴타이 없이 대칸 자리를 탈취하려 시도했다. 그러나 퇴레게네 카툰의 강한 반발로 무산되었고, 귀위크가 돌아온 뒤 테무게의 부하 장군들은 전원 체포, 사형당했다. 테무게도 곧 사망한다. 귀위크는 테무게에게 부여된 옷치킨(화로의 수호자라는 지위)를 바투 칸의 형 오르다와, 몽케에게 나누어서 수여하려 했다.
퇴레게네 카툰이 몽골 귀족을 설득하는 한편, 상황 조종으르 하여 1246년 7월의 쿠릴타이에서 귀위크가 대칸에 선출되게 했다. 몽케는 퇴레게네 카툰의 귀위크 추대 운동에 불만을 가졌지만 겉으로 내색하지 않고, 퇴레게네 생존 중에는 비밀리에 킵차크 한국의 바투와 손을 잡았다. 1246년 8월 24일 귀위크가 몽골 제국의 대칸 위에 올랐다. 몽케는 바투와 함께 귀위크 칸의 주요 경쟁자로 지목되었다.
유럽 원정 총사령관이며, 주치가문의 당주 바투는 원정중의 대립도 있고, 퇴레게네의 정치 공작과 구유크의 즉위에 반발해, 섭정이 된 퇴레게네로가 3회의 쿠릴타이 소집하여 불렀으나 질병 요양을 이유로 출석을 거부했다. 몽케도 이에 불만을 가지지만, 퇴레게네 생존 시에는 불만을 드러내지 않고, 조용히 숨어 지내며 바투와 교류, 손을 잡았다.
그의 어머니 소르칵타니 베키는 그에게 조언, 주치 울루스의 바투를 설득, 그의 지지를 얻어냈다. 구유크 칸 재위기간 중, 몽케는 어머니 소르칵타니 베키의 조언을 따라, 당시 통풍으로 거동 불편한 바투를 만나러 킵차크 한국을 여러 번 찾아가기도 했다 한다. 1248년 구유크 칸이 죽자, 그의 처 오굴 카이미쉬 카툰이 섭정을 맡아보았다. 오굴 카이미시는 우구데이 가문에서 후계자를 세우려 했고, 툴루이 계열은 이에 반발했다. 1250년 바투의 영지에서 쿠릴타이가 열려 몽케가 칸으로 정해졌다. 그러나 차가타이 가문과 오고타이 가문에서는 결과에 승복하지 않았다. 구유크와 사이가 좋지 않던 주치계 바투는 툴루이 가문의 손을 들어주었다.
1250년 말 몽케와 소르칵타니 베키는 각처의 몽골 울루스에 사자를 보내 케룰렌 강, 쿠데에 아랄로 친지와 일족을 소집, 1251년 2월 24일부터 3월 25일 다시 케룰렌 강, 쿠데에 아랄에서 쿠릴타이를 열어 몽케의 선출을 재확인했다. 그러나 바로 대칸 위에 오르지 못하고, 원사에 의하면 1260년 6월의 쿠데에 아랄과 오논강변에서 개최한 쿠릴타이에서 다시 몽케를 대칸으로 선출하여 대칸위에 올랐다 한다. 집사에는 음력 6월 11일(7월 1일)에 몽케가 최종 대칸으로 선출되었다 한다.

### 즉위 후의 생애

#### 즉위 직후
1251년 6월 11일에 열린 쿠릴타이에서 귀위크 칸의 미망인인 오굴 카이미쉬의 강력 반대에도 불구하고 다시 툴루이계의 몽케가 대칸에 선출되었다. 몽케가 대칸에 선출되자 우구데이계 왕자들은 이를 인정하지 않았다. 쿠릴타이를 무효화 하려는 시도가 있었고, 여기에는 중근동 다루가치인 엘지기데이와 그의 두 아들이 연루되었다. 이들은 곧 체포되어 처형되었다.
귀위크 칸의 왕비 오굴 카이미쉬 카툰은 다음 칸은 시레문(失烈門)이라며 몽케를 추대하는 것은 오고타이 칸의 유지를 어기는 것이라며 반박했다. 몽케는 누가 오고타이 칸의 뜻에 어긋났느냐며 반박했다. 몽케는 이전 쿠릴타이에서 귀위크를 칸으로 세운 사람들은 누구이고, 오고타이가 후계자로 세운 시레문이 대신 다른 사람을 세운 것은 누구인가, 오고타이 칸의 유언을 뒤집은 것은 오고타이 가문 사람들이며, 이제 또 시레문이 아닌 다른 사람을 칸위에 오르는 것을 반대할 자격은 있느냐며 반박했다. 일설에는 몽케 칸이 아니라 쿠빌라이가 현장에서 오고타이 가문의 주장을 반박했다는 설도 있다.
후일 쿠빌라이 카안은 그를 황제로 추존하였으나, 정통으로 보았는지는 의문이다. 쿠빌라이 카안은 1243년 4월 2일 둘째 아들 친킴을 태자로 책봉하면서 칭기즈 칸이 적통인 오고타이에게 계통을 주었다고 하였지만 이후의 군주들은 언급하지 않았다.
몽케는 조상들이 가던 길을 따라가겠다고 선언했으나 다른 나라의 길을 모방하지는 않을 것이라 했다. 즉위 직후 몽케는 차가타이계의 분리독립 시도에도 불구하고, 중앙 정부를 강화하고 몽골 제국의 무역로 확보에 관심을 두었다. 그는 무슬림과 중앙아시아의 상인들을 통해 교역로 확보 정책을 펼쳤다. 
몽케사르(忙哥撒兒)를 단사관(斷事官, 재판관)으로 임명하여 재판을 맡겼으며, 보로카(孛魯合)를 조칙 및 조공, 조회, 내외의 문서 보고 등을 전담하게 하였으며, 황오아(晃兀兒)는 카라코룸의 궁궐과 창고를 관리하도록 하고, 알란다르(阿藍答兒)를 그 부관으로 임명했다.
또한 야라와치, 불지르(不只兒), 오루부(斡魯不), 도다르(覩答兒) 등에게는 연경 등지의 행상서성사(行尚書省事)로 임명해 행정부를 주관하게 하고, 세이디엔치(賽典赤), 니잠 마르딘(匿昝馬丁)이 보좌하게 하였다. 노회(訥懷), 타라이(塔剌海), 마속홀(麻速忽) 등에게는 별실팔리(別失八里) 등지의 행상서성사에 임명하고 암도라우존(暗都剌兀尊), 아합마(阿合馬), 야디사(也的沙)가 보좌하게 했다. 아르훈(阿兒渾)은 아모하(阿母河) 등지를 다스리게 하고, 파하루딘(法合魯丁), 니즈 마르딘(匿只 馬丁)이 보좌하였다.
1252년 몽케는 아버지 툴루이에게 황제와 이크 카간(Ikh Khagan)의 칭호를 추봉하였다.
몽케는 사치스러운 관행과 비용이 많이 드는 행사들의 제한, 금지했으며, 모든 법령은 보르지긴 및 비 보르지기드 귀족에게도 적용시켰다. 또한 지방관과 부족장들에게 선물을 제한하고, 녹봉을 지급하였으며 상인에게 세금을 부과했다. 몽케는 무역 조건을 간소화하되, 일반 상인에게 세금이 부과하였다. 또한 몽케는 몽골 부족장, 귀족들에 의한 약탈을 법으로 금지하고, 과도한 세금부과도 억제하여 교역이 증가했다. 파이자 사용을 금지시켰다. 몽케는 귀족의 사치, 상인의 미신고 밀거래를 금지하였다.
그는 자신의 즉위를 도와준 킵차크 한국의 바투에 대해, 종주권을 인정하되 독자적인 통치, 자치권을 허용해주었다. 몽골 제국의 점령지와 직할지에 몽케는 직접 총독, 재무담당자, 세금 장수 담당자를 파견했으나 킵차크 한국에는 파견하지 않고, 독자적으로 해결하도록 승인해주었다. 종교에 대해서도 그는 관대하여, 할아버지 징기스칸처럼 각자가 원하는 대로 숭배하는 신을 믿으면 된다며 신앙의 자유를 허락했고, 모든 종파를 포용할 수 있다고 선언했다.

#### 오고타이 계열, 차가타이 계열 왕족 숙청
우구데이계 왕자들과 차가타이계 왕자들은 몽케를 붙잡아 폐위시킬 계획을 세웠다가 실패했다.
시레문(失烈門)을 비롯한 우구데이계 왕자들은 대칸의 자리를 되찾으려는 음모를 꾸몄다. 하지만 음모는 금세 발각되어 음모의 주동자인 시레문을 비롯한 여러 우구데이계 왕자들과 귀위크 칸의 미망인인 오굴 카이미쉬 등이 툴루이의 측근이었던 멘게사르 노얀에 의해 체포, 숙청당했다. 몽케는 오굴 카이미쉬를 고문 후 처형, 펠트에 싸서 강물에 던졌다. 일설에는 오굴 카미시 카툰, 시레문의 생모  카다카치 카툰에게 사약을 내려 사사했다고도 한다. 그밖에도 오고타이계 인사 77명을 처형했는데, 입에 돌과 흙이 물려 있었다. 일설에는 3백여 명이 처형당했다고 한다. 그밖에 색목인 출신 재상 친카이(鎭海) 혹은 친친카이(田鎭海) 등 오고타이 가문의 측근 관료들도 대거 숙청하였다.
라시드 앗 딘에 의하면 반란을 일으킨 오고타이계의 처우를 놓고 누군가 고목 나무를 뽑아 그 자리에 신목을 심는다는 고사를 언급하자, 몽케는 이를 계기로 오고타이계 숙청에 돌입한다.
오굴 카이미쉬가 추대하려던 시레문은 우선 용서하여 탐마치(정찰병)으로 강등시켰으나, 신원사 111권에 의하면 시레문이 남송 정벌군에 출전 중 몽케의 명으로 몽골 장수들을 죽일 때 시레문은 강물에 던져져 죽였다 한다.
오고타이계 왕자들과 차가타이계 왕자들의 가담을 확인한 몽케 칸은 동투르키스탄 일대의 오고타이계 왕자들, 차가타이계 왕자들의 영지를 몰수했다. 이후 살아남은 오고타이 계 왕자들은, 카이두를 제외하고는 몽골을 떠나 차가타이 울루스, 주치 울루스로 망명하였다. 차가타이의 후손 예수 몽케 역시 숙청당했다. 차가타이계 왕자들 역시 숙청되면서 차가타이 후손들은 몽골 본국과 교류를 끊고 독자적인 활동을 추진한다. 몽케는 오고타이와 차가타이의 후손들은 견제, 박해하였다. 위구르인 출신 관료 발라, 위구르족의 족장 이디쿠트 살린디 등도 몽케에 반대하다가 적발되어 공개 처형시켰다.
귀위크 칸의 아들 호자, 나쿠 등은 사형은 면제했으나, 카라코룸 서부 지역으로 추방하였다. 몽케는 칭기즈 칸의 후손들, 왕족들 중에서도 오고타이 계열을 지지하는 왕공족들을 대거 숙청, 추방하였다.
오고타이 한국의 카이두는 형식적으로는 몽케에게 복종했으나, 오고타이 가문을 몰락시킨 것에 불만을 품고 점차 몽케 칸의 지시에 복종하지 않고 반발하였다. 카이두는 후일 쿠빌라이와 아리크부카 간 내전이 발생하자 아리크부카의 편에 붙었고, 아리크부카 몰락 이후에는 아리크부카 계승을 선언하고 쿠빌라이에게 저항한다.

#### 고려에 항복 요구
1251년 10월 몽케 칸은 고려에 특사를 보내, 자신의 즉위를 알리고, 고종이 직접 몽골로 올 것을 요구했다. 그러나 고려 고종은 동생과 왕족들을 보내기로 했다. 몽케의 특사는 고려 고종에게 수도를 강화도에서 개경으로 옮길 것을 요구했다.
그러나 고려 조정은 강화도를 떠나지 않았고, 무신 정권은 수도 천도에 반대했다. 몽케는 다시 특사를 파견, 고려 관료들은 몽케의 특사를 일단 환대하였으나 천도하지 않았고, 몽케의 특사는 고려 관료들을 비난하고 귀국했다. 1253년 7월 몽케는 예쿠(한국 한자: 也窟 또는 也古)에게 군사를 딸려 고려의 강화도로 파견, 항복을 종용하였다. 그러나 고려 조정은 형식적인 답을 주어 되돌려보냈다. 1254년 1월 고려 고종은 왕족 중 한명을 자신의 아들이라고 칭하고 몽골 카라코룸으로 보내 몽케 칸에게 입조하게 했다. 몽케는 고려의 항복을 받아들였다.
그러나 나중에 몽케 칸은 고려의 사절단이 돌아간 뒤, 고려에서 보낸 사절일 고려 왕조의 왕자가 아니라는 사실을 전해듣고 분개, 자신을 속인 것에 대해 고려를 비난했다.

#### 북부 인도 점령
델리 술탄국의 내부 갈등으로 마물루크 술탄 나시루딘 마흐무드의 형제인 잘랄 알 딘 마수드는 1248년 몽골로 망명했다. 잘랄 알 딘 마수드는 몽케가 칸에 즉위하는데 참여하고, 자신의 조상의 영역을 되찾도록 도움을 요청했다.
1252년부터 1253년 몽케는 타타르족의 살리 노얀 또는 살리 바하두르에게 군사를 딸려 인도로 보냈다. 살리는 후일 훌라구 진영으로 가서 활동하게 된다. 그러나 히말라야 산맥을 넘었으나 인도 정복은 실패했고, 인도 북부 지역을 점령하는 선에서 마무리되었다. 잘랄 알 딘은 라호르, 쿠자, 소드라의 통치자로 임명하고, 인도 북부에 다루가치를 파견한다. 1254년 델리 술탄령의 쿠슐루는 몽케 칸의 종주권을 인정하고, 몽골 다루가치를 받아들였다.

#### 내정 활동
몽케는 칙령, 조서를 내릴 때 반드시 초안을 직접 기초하였다. 직접 조서를 작성하고 검토했으며, 신하들이 문구와 어구를 수정해서 올리면 네번을 다시 읽고 검투한 뒤에 시행하였다. 몽케는 지도력과 준엄하고 일관성, 과단성 있는 정책으로 우구데이 칸 사후부터 분열의 조짐을 보이던 몽골 제국의 분열을 일시적으로 완화하였다. 자신의 즉위에 대해 차가타이 가문과 카단, 오굴 카이미쉬를 제외한 우구데이 칸 가문, 차가타이 가문 일부를 다소 혹독하게 다스렸다. 그는 자신의 군사적 재능과 정치적 통솔력을 믿고, 몽골 공동체 간의 관계를 소홀히 했으며, 독단적인 정책 추진도 있었다.
상인에게도 세금을 부과, 백성들의 착취를 막는 방식으로 조직되었다 . 또한 귀족과 지역 유력자들의 사치품 소비, 재정적 적자를 엄금하였다.
몽케는 형벌을 엄격히 적용했다. 몽케는 자신과 타인에게 모두 엄격하여 자신의 가족, 측근, 몽골 제부족장과 몽골인, 정복지와 속국의 백성들에게도 예외가 적용되지 않았다. 그의 통치기간 중 여인이 홀로 물항아리를 들고 여행해도, 강도, 강간의 위험이 없다는 말이 회자화되었다. 몽케는 사법과 행정을 분할하여 재판관과 조사 담당자를 분할, 따로 임명하였다.
점령지와 정복지에는 몽골인 군대를 주둔시키고, 총독인 다루가치와 고위층은 몽골인, 무슬림을 임명하는 한편 실무 담당자는 현지인을 채용하여 통치하였다. 또한, 몽골 백성이라는 점을 주지시키는 한편, 현지 주민의 종교와 풍속에 대해서는 묵인하는 정책을 펼쳤다. 1일에 약 5백여 대의 세금과 공물을 실은 수레가 카라코룸을 다녀갔다.
그의 동생 쿠빌라이는 친중국화 정책, 성리학과 도교를 수용했고, 몽케 칸은 이를 내심 불쾌하게 여겼다. 몽골의 보수적 부족장들 또한 쿠빌라이를 의심의 눈초리로 보았다. 몽케는 쿠빌라이가 다스리던 허베이 성의 세무, 재무 조사를 실시하여, 쿠빌라이 측근들이 조세를 바로 하지 못한다는 이유로 처형하였다. 쿠빌라이는 아내를 보내고 자신도 직접 가서 몽케에게 사죄하고 용서를 구하였다.
자말 알 딘 등 아랍 출신 학자들을 기용, 수도에 천문대를 개설하였다.
1253년 프랑스의 군주 루이 2세가 프란시스코회 소속 수도가 기욤 드 뤼브룩을 카라코룸으로 보냈다. 기욤 드 뤼브룩은 몽케에게 기독교로 개종할 것을 권고했으나, 몽케 칸은 생각해보겠다며 완곡한 방법으로 거절하였다. 기욤은 이 당시의 기록을 귀국 후, 기행문 형식으로 출간한다. 몽케 칸의 재위 중 러시아의 류리크의 사절단, 아르메니아 왕국의 군주 헥툼 2세의 사절단이 몽골 제국 카라코룸을 방문, 이들을 접견하였다.

#### 인구조사와 조세 징수 성문화
즉위 직후 그는 곧바로 인구조사를 실시하였다. 1252년부터 1259년까지 몽케는 몽골 및 북부 중국, 이란, 아프가니스탄 등 정복지와, 속국인 조지아, 아르메니아, 남부 러시아, 중앙아시아 일대 공국 등의 인구 조사를 실시했다. 1252년 그 해에 북부 중국의 인구 조사가 완료되었다. 우구데이 카안 때부터 호라즘의 총독으로 다스리던 오이라트부 출신 아르군을 신임, 그에게 지시하여 호구 조사와 세금 징수 강화를 명했다. 후일 훌라구의 일 한국 건국 후, 이때 정리된 아르군의 호구 조사와 세금 징수 방법을 그대로 참고하게 된다.
그러나 동부 및 남부 러시아와 노브고로드는 1258~1259년 겨울까지는 계산되지 않았다. 1257년 노브고로드에서 몽골의 종주권에 대한 반란이 있었지만, 노브로로드 대공 알렉산드르 네브스키는 몽골의 인구 조사와 과세에 복종하도록 주민들을 설득했다.
인구조사를 실시하여 자원량을 파악 한 후 이를 활용하여, 세금을 징수했다. 새로운 인구 조사는 가구 뿐만 아니라, 징병을 목적으로 15세~60세의 남성 인구 수를 일일이 파견 지방관과 부족장들을 통해 직접 파악하게 하고, 정확한 세금, 공물 징수 기준을 정하고자 가축, 논밭, 농장, 과수원, 포도원의 수도 계산하여 문서화했다. 1254년 5월부터 수개월간 몽케는 유럽과 아르메니아의 군주들의 방문을 받고, 직접 인견하였다.

#### 티베트 기증, 대리국 원정
몽케는 티베트의 티베트 불교의 승려들과도 연락했다. 티베트의 홍사에 의하면 몽케 칸은 티베트 불교 중 디군파(派)와 시주-복전 관계를 형성했다 한다. 1250년 티베트의 승려, 역사(譯師), 티베트 각처의 지방 수령, 왕공들이 뭉케를 방문, 왕실 형제들이 라마에게 공양할 분지를 정해주기를 요청했다. 몽케 칸은 코단에게서 티베트 영지를 거두고 티베트 영지를 분할, 티베트 불교의 각 교파에 공양했다 한다.
1251년부터 1252년 조카이자 쿠빌라이의 서자 코리다이 등을 티베트 원정군을 딸려보내 정벌하게 하기도 했다.
1252년 6월 몽케는 동생 쿠빌라이를 시켜 운남성(雲南省) 일대의 대리국을 치게 하였다. 그러나 몽골의 귀족, 군주들은 친중국적인 쿠빌라이를 의심하였고, 몽케 역시 친중국적인 동생 쿠빌라이를 내심 의심, 견제하였다. 동생 쿠빌라이는 7월에 군사를 이끌고 출발, 대리국으로 가 교전하였다. 이때 쿠빌라이와 같이 딸려보낸 일부 족장이 갑자기 독에 중독돼 회군하기도 했다. 1253년 8월 쿠빌라이의 군대는 섬서성(陝西省)에 도착하고 운남성으로 들어와 3,4개월간의 전투 끝에 그해 겨울에 대리국으로 들어갔다. 1254년 1월 2일 단흥지(段興智)의 항복을 받아내, 대리국의 수도인 대리성(大理城)을 정복하였다.
대리국의 수도인 대리성(大理城)을 정복하고 운남행성(雲南行省)을 설치했다. 1256년 단흥지(段興智)는 숙부 단신저복(段信苴福) 등을 데리고 몽골고원으로 친히 와 카라코룸에서 알현하고, 몽케 칸은 단흥지를 운남행성의 총독인 대리성총관 주국사(主國事)로 임명하여 대대로 세습하게 했다. 후일 쿠빌라이가 자신의 아들 후게치를 운남왕에 봉해 파견할 때까지는 구 대리성은 사실상 자치권을 행사했다. 일설에는 몽케 칸이 단흥지에게 마하라자(摩訶羅嵯)로 봉해 사실상 왕으로 승인했다는 설도 있다. 그가 쿠빌라이에게 딸려 보낸 군사의 일부는 운남성으로 가지 않고, 중도에 쿠빌라이 본진에서 나뉘어 위구르로 가 투루판(吐魯蕃) 일대를 공략하였다.

#### 중동아시아 원정
즉위 초 이슬람의 압바스 왕조에게 사절을 보냈으나, 압바스 왕조는 몽골의 종주권을 거부하였다. 1253년 6월 몽케는 훌라구에게 10만 군대를 주어 이란, 이라크 원정을 명한다. 훌라구는 몽케의 명을 받들어 대군을 이끌고 막북 고원을 출발, 1255년 서남 아시아의 이슬람 국가들에 대한 정복에 나섰다. 그는 바그다드의 아바스 왕조의 칼리파 알 무스타심에게 몽골족에 대한 종주권을 인정할 것을 강요했는데 아바스 칼리파가 거부했다. 훌라구는 수십만의 몽골군을 이끌고 아무다리야강을 건너 바그다드로 진격하여 페르시아 남부의 루어 왕조를을공격했고, 1256년 12월 서부 페르시아의 물라이르 왕국, 알라무트의 아사신 근거지를 파괴하고 거침없이 바그다드로 쳐들어갔다.
훌라구의 군대가 를 포위하자 칼리파 알 무스타심은 자비를 구했으나 소용없었다. 1258년 2월 10일 훌라구는 이슬람군의 항복을 받았고 이슬람군이 무장 해제함과 동시에 무차별 학살을 감행하여 거의 8만 명의 바그다드 이슬람교도가 학살당했고 칼리파 알 무스타심 역시 죽임을 당했다. 이로써 압바스 왕조는 멸망하고 말았다. 1259년 훌라구의 군대는 시리아로 진격하여 다마스쿠스와 알레포를 점령했다. 몽케의 치세 기간 중 몽골의 판도가 최대로 넓어진 시기이기도 했다. 바그다드를 함락시킨 뒤에 훌라국 군대는 1260년 3월 1일에는 아이유브 왕조를 사실상 궤멸시키기도 했다.
몽케 칸은 이란에 주둔한 훌라구 등의 주둔군을 통해 아바스 왕조, 아사신 이스마일 국가,정벌과 이집트 원정을 계획했으나, 이집트 원정은 몽케 칸의 죽음으로 중단된다.
시리아를 점령 한 후, 훌라구의 1만 군대는 지중해의 동쪽 해안의 팔레스타인 지역에 도착, 이집트의 마물루크 술탄조와 전쟁을 준비하던 중, 전령에게 몽케 칸이 쓰촨 성에서 전사한 소식을 듣고 후퇴하였다. 훌라구 군대가 퇴각하자 1260년 9월 3일, 이집트 마물루크 술탄조는 훌라구의 주력 부대가 동쪽으로 이동한 것을 기회로 시리아를 점령하고, 훌라구는 아제르바이잔에 체류하며 아제르바이잔 일대까지 공략하는 선에서 잠정 종결되었다. 훌라구는 계속 서방 원정을 원하였으나, 킵차크 한국의 베르케 칸과의 갈등으로 난관에 봉착했다. 몽케 칸의 죽음을 계기로 몽골의 서방 원정은 사실상 종결되었다. 몽케 칸 사후 몽골에서 아리크부카와 쿠빌라이 사이에 대칸위를 두고 내전이 발생하자, 훌라구는 관망하다가 귀국을 포기, 이라크 중서부에 눌러앉아 일 한국을 건설한다.

### 생애 후반

#### 고려 재침공
1254년 고려의 무신정권 최항은 친 몽골계 인사들을 처형했다. 몽케 칸은 그해 7월 자랄타이(札剋兒帶, 한국 한자:차라대(車羅大))에게 군사를 딸려 보내 고려의 강화도로 보내 개경으로 환도하고, 몽골에 조공을 바칠 것을 요구했다. 자랄타이의 군대는 고려 북부 지방을 정벌, 파괴했다. 자랄타이는 고려 주민 206,800명을 포로로 잡아갔다.
1259년 고려에서 항복 선언, 고려 왕 고종은 태자 왕전(후일의 원종)을 연경으로 보내 몽케를 알현하게 했다. 그동안 몽케는 직접, 동생 쿠빌라이, 장군 우량카다이 등과 함께 남송 원정을 추진한다. 그러나 몽케는 친중국적인 성향의 동생 쿠빌라이를 내심 의심하였고, 보수적 성향의 몽골 귀족들 역시 쿠빌라이를 의심하였다.

#### 룸 술탄국 재원정, 속국화
우구데이 카안 사후 몽골 제국의 종주권을 거부하다가 장군 바이주 노얀에게 정벌당했던 룸 술탄국은 1246년 카이스쿠로 2세 사후 그의 세 아들 이즈 앗딘 카이카우스, 루크 앗딘 킬리지 아르슬란, 알라 앗딘 카이쿠바드가 각각 카이카우스 2세, 킬리지 아르슬란 4세, 카이쿠바드 2세가 되어 영지를 각각 분할 상속받았다.
키질아르마크 강 서쪽은 카이카우스가, 동쪽은 아르슬란과 카이쿠바드가 차지했다. 몽케는 1254년 카이카우스 2세에게 직접 사자를 보내 카라코룸으로 입조를 요구하자, 카이카우스는 동생 카이쿠바드 2세를 대신 보냈다. 그러나 카이쿠바드는 일부러 천천히 움직였다. 카이쿠바드 2세의 입조가 늦어지고, 룸 술탄국의 조공이 지연되자 몽케는 룸 술탄국을 정벌했던 노얀 바이주를 보내 룸 술탄국을 공격하게 했다.
1256년 10월 악사라이 전투에서 룸 술탄국 군대는 몽골군에게 참패, 카이카우스 2세는 발칸반도로 도주하고, 카라코룸으로 가던 카이쿠바드 2세는 1257년 몽골로 오던 중 피로로 급사한다. 룸 술탄국은 킬리지 아르슬란 4세가 다시 통일, 전 영토를 차지했지만 이를 계기로 몽골 제국과 그 후신 일 한국의 속국으로 전락했다.

#### 쿠빌라이 측근 세무 조사
쿠빌라이가 독립적인 금련천 막부를 설치하고 중국 화북 지방을 다스리면서 친중국화 정책을 펼치자 몽골의 보수적 부족장들은 쿠빌라이를 내심 의심하였다. 일각에서는 쿠빌라이가 카라코룸으로 올라올 세금 영수증의 일부를 빼돌렸다는 소문이 퍼졌다. 1257년 몽케는 관료를 파견, 쿠빌라이의 영지에 세무 조사를 실시하고, 관료들을 다스렸다. 몽케의 세무 관리들은 잘못을 발견하고 142건의 규정 위반 사항을 기재했으며 한인 관리를 비판하고, 일부는 처형 당했다.
몽케는 쿠빌라이에게 독자적인 세금 징수 권한을 압수하였다. 쿠빌라이 칸은 아내 차브이 카툰을 먼저 카라코룸으로 보내고, 자신도 올라가 사죄하였다. 몽케 칸은 공식적으로는 쿠빌라이를 용서하였다. 그러나 몽케는 쿠빌라이를 시기, 의심하였고, 내심 불신하였다.

#### 남송 원정 준비
만년의 몽케는 친중국화 정책과 학문적, 정치적으로 유능한 쿠빌라이의 존재를 내심 두려워하여, 쿠빌라이를 경계하거나 남송 정벌에서 일시적으로 경질하고 다른 장군들을 보내는 등의 태도를 취했다. 남송 공략은 다소 진행이 지지부진해졌고,  이에 화가 난 몽케는 직접 남송 정벌을 결심한다. 1256년 첫 부인 쿠툭타이 카툰과 1258년 장남 반투가 길하(吉河) 남쪽에서 사망했다. 반투의 사망 원인은 기록에 나타나지 않는다. 그의 죽음은 몽케의 동생들이 대권을 도전하는 계기가 되었다.
1257년 여름 혹은 가을 다가차르에게 명하여 남송을 공략하게 했다. 그러나 다가차르는 장강의 지류인 한수 좌측의 번성(樊城), 양양(襄陽)을 공략하다가 장마가 닥치자 퇴각했다. 1258년 몽케 칸은 쿠빌라이와 우량카다이에게 각각 군사를 주어 남송을 정벌하게 했다. 그러나 몽케 칸도 세 갈래 길로 남송을 공략하기로 하고 곧 직접 출정하였다.
몽케는 출정 직전 아리크부카에게 섭정과 카라코룸의 진수를 맡기고 출발했다. 후일 몽케 칸이 갑자기 죽자 아리크부카는 이를 근거로 자신의 정당성을 주장했다. 몽케의 아들들은 어떤 이유에서였는지 아리크부카를 지지했고, 몽케의 옥쇄를 갖고 있던 우룽타시는 아리크부카가 항복할 때까지도 아리크부카의 곁을 지켰다. 이윽고 1257년 10월 몽케 칸의 남송 친정군이 출발, 배편으로 남중국해를 거쳐 1258년 2월 남송으로 원정하였다. 쿠빌라이를 친중국적인 성향으로 보고 내심 불신하던 몽케는 직접 군사를 이끌고 출전하였다.

#### 남송 원정과 최후

1257년 베트남을 침공하는 몽골군의 이동경로

1252년부터 남송을 원정하던 쿠빌라이의 군대와 우량카다이의 군대는 분리되어, 쿠빌라이의 군대가 북중국으로 가는 동안 우량카다이의 군대는 티베트 각 부족을 격파하고, 말머리를 돌려 베트남의 국경지대로 가 쩐 왕조에 항복을 종용하였다. 우량카다이 군대를 만난 몽케는 다른 방면 공격을 지시, 우량카다이의 군대는 산둥, 하이난, 광시 성을 공격, 점령하였다.
1258년 5월 몽케의 군사는 쓰촨성 근처 육판산에 도착했다. 7월 몽케의 군사는 쓰촨성에 당도했다. 몽케는 쓰촨 성의 남송 성주 왕견(王堅)에게 사자를 보내 투항할 것을 권고했다. 왕견은 몽케의 사자를 죽였다. 몽케가 친히 인솔한 군대는 쓰촨성 북부를 장악하였으나 남송군대의 화살 공격은 계속되고, 물자는 떨어졌으며, 전황은 성과 없이 지지부진하였다. 일부 장수들이 퇴각을 여러번 건의하였으나 몽케는 이를 강하게 거부하였다.
1259년 여름 쓰촨성에서 남송 군과의 전투 중 투석기가 던진 돌에 맞아 부상 병석에 누웠다. 몽케가 이끄는 군대는 구해 7월 쓰촨성 충칭을 차지하였다. 몽케의 휘하 장군들은 쓰촨 성 일대의 폭염과 습기를 피해 북쪽으로 다시 올라갈 것을 건의했다. 그러나 몽케 칸은 이런 건의들을 모두 물리치고 진군을 계속했다.
그러나 몽케 칸의 휘하 장군들은 전사했고, 몽케의 군대에는 전염병이 돌기 시작했다. 몽케 칸은 그해 8월 11일 쓰촨성 합주(合州, 현 충칭시 허촨구) 조어산(釣魚山) 산성 근처에서 부상 후유증과 이질, 발진티푸스 등으로 사망하였다. 마르코 폴로는 그가 합주의 남송 군사가 쏜 투석기의 돌에 맞아 생긴 중상으로 죽었다 한다. 시리아의 역사가이자 시인 그레고리 바르-헤브라이우스(Gregory Bar Hebraeus)는 몽케는 남송군대가 쏜 석궁 화살에 맞고 죽었다 한다. 라시드 웃딘은 몽케가 이질, 콜레라에 걸려 사망했다고 한다. 원사에는 몽케의 직접적인 사망 원인은 없지만, 몽케의 남송 원정 당시 몽케가 이끄는 군사에 치명적인 전염병이 돌았다는 기록을 남겼다.
몽케의 사망 소식을 들은 쿠빌라이는 남송 가사도(賈似道)와 화약을 체결하고 북상한다. 남송의 장군 가사도는 쿠빌라이의 군대를 악주(무창)에서 격파한 공적으로 재상에 등용된다. 이때 가사도가 승리할 수 있었던 것은, 몽골의 황제 몽케의 사망으로 퇴각하지 않을 수 없었기 때문이다. 또는 가사도와 쿠빌라이와의 사이에 밀약이 있었다는 설도 있다.
몽케는 생전 후계자를 지명하지 않아, 몽케 사후 쿠빌라이와 아리크부카 사이에 대칸위를 두고 내란의 원인이 되었다. 몽케의 정실부인 소생 장남 반투가 1258년 그보다 앞서 사망한 것도 동생들에게 명분이 되었다. 서거 직후 몽케의 죽음은 쿠빌라이 파의 독살설 소문이 돌기도 했다.

### 사후

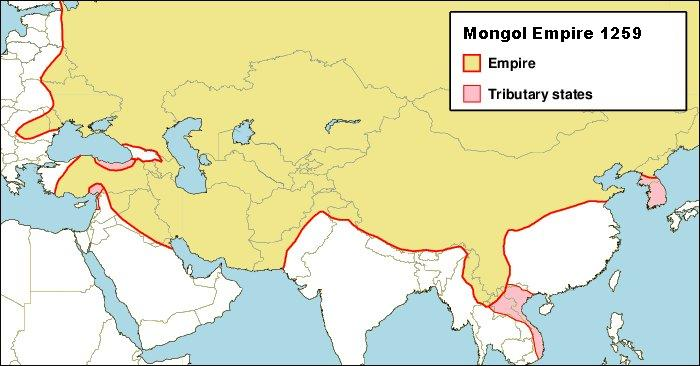
1259년 당시의 몽골 제국

그의 남송 원정길에 동행했던 출비(추베이 카툰)은 1259년 9월 8일 륙판산 산맥 근처에서 사망했다. 그의 죽음으로 몽골군의 남송 원정은 일시 중단되었다. 몽케 카안의 전사는 일단 비밀리에 부쳐졌으나 곧 다른 몽골군에게도 알려졌고, 군대는 일단 퇴각하였다.
1259년 제4대 대칸인 몽케가 남송 원정 중에 병사하고, 몽골고원에 있던 수도 카라코룸을 수비하던 막내동생 아리크 부케는 몽케파의 왕족을 모아 쿠릴타이를 열어 서부의 차가타이 가문 등 여러 왕가의 지지를 얻어 대칸의 지위를 얻었다. 이에 몽케와 함께 남송 원정 중이던 둘째동생 쿠빌라이는 학경(郝經), 무가 등의 권고로 회군을 결정, 남송군대와 협상을 하고 회군한다. 그해 음력 윤달 11월 쿠빌라이는 군대와 말머리를 되돌려 내몽골에 들어서 동쪽 3왕가(칭기즈칸의 동생 가계)등의 지지를 얻은 다음, 이듬해 3월에 자신의 본거지였던 내몽골의 개평부(開平府 : 훗날의 상도)에서 쿠릴타이를 열어 5월 5일 대칸의 지위에 앉아 자신을 짐(朕) 몽케를 선황(先皇)이라 선언했다. 이로써 몽골 제국은 사상 처음으로 몽골고원 남북에 두 명의 대칸(카안)이 들어서게 된다.
몽케 카안의 시신은 그의 아들 아수타이가 카라코룸으로 운구했다. 몽케의 장례를 치르고, 제도(帝都) 카라코룸에서 즉위한 아리크 부케가 대칸으로서의 정통성은 확보한 셈이었으나, 군사력을 장악한 쿠빌라이 역시 아리크 부케를 배신자로 여기고 자신이야말로 정당한 대칸이라고 주장했다.
쿠빌라이와 아리크 부케의 양군은 여러 차례 격돌하였으나 승패가 나지 않았다. 그러나 시간이 지날수록 군사력과 화북의 물자를 장악한 쿠빌라이에게 전세가 유리해지기 시작했다. 서전인 1261년 시무토노르 전투에서는 쿠빌라이가 승리했으나, 아리크부케는 북서쪽 몽골의 오이라트의 지원을 얻어 저항을 계속했다. 그러나 아리크 부케 산하의 제후들이 하나 둘씩 떨어져 나가고, 차가타이 가문마저 아리크 부케에 대한 지원을 끊자, 1264년 아리크부케는 결국 쿠빌라이에게 항복했다. 이 일련의 전란을 승리자 쿠빌라이를 정통으로 보는 입장에서는 아리크부케의 난이라고 불렀다.
1266년 10월 쿠빌라이 카안이 태묘를 세우면서 시호는 환숙황제(桓肅皇帝), 묘호는 헌종(憲宗)이라 하였다.

### 몽케 사후의 영향력
몽케의 갑작스러운 죽음을 계기로 훌라구의 제3차 서방 원정이 전면 중단되었다. 그의 동생 쿠빌라이 칸과 아리크 부케 사이의 대칸 지위를 놓고 갈등이 발생, 이후 몽골 제국은 국가의 분열 로 이어졌다. 몽케의 아들들은 아리크부카를 지지하였다.
1259년 조지아의 왕 데이비드 6세는 몽케의 사망소식을 접하고 몽고에 종주권을 거부했다가, 킵차크 한국에서 보낸 몽골군에 패해 쿠타이시로 도망쳤고, 그곳에서 그는 사실상 별도의 통치자로 조지아 서부의 이메레티를 통치했다.
쿠빌라이와 아리크 부케 사이에 내전이 발생하자, 훌라구는 귀환하지 않고 중앙아시아에 정착, 일 칸국을 세웠다.
몽케칸의 아들들은 아리크 부카를 지지하였다. 일찍 죽은 장남 반독을 제외하고는 몽케의 아들들은 나이가 어려 대칸 선출에 입후보 할 수 없었으며, 이후 아리크부카를 지지한다. 아들 아수타이는 쿠빌라이 칸의 견제를 받아 몽골고원에서 추방됐다. 몽케 칸의 옥새를 가지고 있던 아들 우룽타시는 아리크 부카가 쿠빌라이에게 항복할 때까지도 아리크 부카 곁을 지켰다. 아리크 부케의 패배 후에도, 몽케의 자손들은 쿠빌라이 정권에 불만을 품고 있다가, 쿠빌라이와 카이두와의 전쟁  중 진중반란인 시리기의 난을 일으켰고, 몽케계 왕손들은 카이두의 세력에 가담하기도 했다.

## 몽케 울루스
툴루이에게 분봉된 영지는 쓰촨성 주변이었다. 후일 몽케의 자손들은 카이두의 난 당시 카이두의 편에 섰지만 계속해서 원나라에 투항하였다. 테무르 정권도 카이두 세력 무너뜨리기 위해 투항자를 우대했는데, 이때 몽케의 후예는 몽골리아 서쪽 자브항 강 유역에서 울루스를 형성 하게 되었다. 그러나 원 문종 툭테무르가 정변을 일으킨, 1328년 8월 천력의 내란 중 몽케 계 제왕의 유력자의 대부분이 영지를 몰수당하고 실각, 이후의 족보는 전해지지 않는다.

## 천문학
몽케 칸은 유클리드 기하학의 난제를 몇 개를 풀었다는 천재로 동서 세계의 달력을 통일하고자 오래전부터 천문대 설치를 계획하고 있었다. 이를 위해서 '자말 앗 딘 무하마드 타힐 이븐 하만드 알 자이디 브하리'에게 준비를 시켰고, 수학의 전문가 나시르 투시를 초빙하기 위해 훌레구에게 알라무트 산성에서 이스마일파를 섬멸할 때 그를 구출해서 데려오라는 특명을 내렸다. 훌레구는 투시를 정치고문을 삼았고 또한 서북 이란의 아제르바이잔에 말라카 천문대를 개설하고 초대 소장으로 투시를 임명하였다.

## 기년
| 몽케 칸             | 원년       | 2년        | 3년        | 4년        | 5년        | 6년        | 7년        | 8년        | 9년        |
| 서력                | 1251년     | 1252년     | 1253년     | 1254년     | 1255년     | 1256년     | 1257년     | 1258년     | 1259년     |
| 육십간지 (六十干支) | 신해(辛亥) | 임자(壬子) | 계축(癸丑) | 갑인(甲寅) | 을묘(乙卯) | 병진(丙辰) | 정사(丁巳) | 무오(戊午) | 기미(己未) |

## 가족 관계
- 아버지 : 예종 툴루이(睿宗 拖雷) : 추존황제(追尊皇帝)
- 어머니 : 헌의장성황후 케레이트씨(顯懿莊聖皇后 怯烈氏) : 추존황후(追尊皇后)

- 홀도도 대왕(忽睹都 大王) : 소르칵타니 베키 소생이라는 설, 일설에는 다른 여성 소생이라는 설, 링군 카툰 혹은 링구움 카툰 소생 설이 있다.
- 세조 쿠빌라이(世祖 忽必烈) : 몽골 제국의 5대 대칸, 원나라의 초대 황제
- 울렬올 대왕(旭烈兀 大王) : 일 한국의 초대 대칸
- 아리불가 대왕(阿里不哥 大王) : 몽골 제국의 대립 대칸

### 후비
- 정절황후 옹기라트씨(貞節皇后 弘吉剌氏)
- 야속아 황후 옹기라트씨(也速兒 皇后 弘吉剌氏)
- 독특미 2황후 알올립씨(禿忒迷 二皇后 斡兀立氏) - 아버지 툴루이의 첩이었다가 수계, 구유크 칸의 해미실 알올립씨의 자매
- 출비 3황후(出卑 三皇后), 시린, 비치케의 생모
- 황후 이키레스씨(皇后 亦乞烈氏)
- 명리홀도로 황후(明里忽都魯 皇后), 1326년 사망
- 화리차 황후(火里差 皇后) 화로자사씨(火魯刺思氏)
- 실력길 비자(失力吉 妃子) 백요기씨(伯要幾氏)
- 귀비(貴妃) 파아올진(巴牙兀眞), 바야우트부 출신, 시리기의 생모
- 귀비(貴妃) 규첩니(奎帖尼), 아수타이의 생모

### 자녀
원사에는 반독, 아속알, 옥룡답실, 하평왕 시리기 등이 나타나며 라시드 알 딘의 사집에는 판투(변도)가 추가로 등장한다. 일설에는 판투는 반투의 오기로 추가한 것으로 보는 설도 있다.
아들
1. 반독 태자(班禿 大子) - 정절황후 소생, 요절.
2. 아속알 황자(阿速歹 皇子) - 귀비 규첩니 소생.
3. 옥룡답실 대왕(玉龍答失 大王) - 정절황후 소생.
4. 하평왕 시리기(河平王 昔里吉) - 귀비 파아올진 소생
5. 변도 황자(辯都 皇子) - 정절황후 소생.

딸
1. 창국대장공주(昌國大長公主) 백아륜(伯雅倫) - 정절황후 소생. 창충선왕 홀린(昌忠宣王 忽鄰)에게 하가(下嫁)
2. 실린공주(失隣公主) - 독특미 2황후 소생. 출신(朮臣)에게 하가(下嫁)
3. 필적합 공주(必赤合 公主) 활올년(闊兀年) - 독특미 2황후 소생. 출진백(朮眞伯)에게 하가(下嫁)
4. 미상(未詳) - 생모미상(生母未詳). 출신(朮臣)에게 하가(下嫁)

### 족보
|  |                                |  |  |  |  |  |  |  |  |  |  |  |  |  |  |  |
|  | 16. 보르지긴 바르탄 바가투르   |  |  |  |  |  |  |  |  |  |  |  |  |  |  |  |
|  |                                |  |  |  |  |  |  |  |  |  |  |  |  |  |  |  |
|  |                                |  |  |  |  |  |  |  |  |  |  |  |  |  |  |  |
|  | 8. 보르지긴 예수게이 바가투르  |  |  |  |  |  |  |  |  |  |  |  |  |  |  |  |
|  |                                |  |  |  |  |  |  |  |  |  |  |  |  |  |  |  |
|  |                                |  |  |  |  |  |  |  |  |  |  |  |  |  |  |  |
|  | 17. 수니굴 카툰                |  |  |  |  |  |  |  |  |  |  |  |  |  |  |  |
|  |                                |  |  |  |  |  |  |  |  |  |  |  |  |  |  |  |
|  |                                |  |  |  |  |  |  |  |  |  |  |  |  |  |  |  |
|  | 4. 보르지긴 테무친 칭기즈 카간 |  |  |  |  |  |  |  |  |  |  |  |  |  |  |  |
|  |                                |  |  |  |  |  |  |  |  |  |  |  |  |  |  |  |
|  |                                |  |  |  |  |  |  |  |  |  |  |  |  |  |  |  |
|  | 9. 올코노드 호엘룬             |  |  |  |  |  |  |  |  |  |  |  |  |  |  |  |
|  |                                |  |  |  |  |  |  |  |  |  |  |  |  |  |  |  |
|  |                                |  |  |  |  |  |  |  |  |  |  |  |  |  |  |  |
|  | 2. 보르지긴 툴루이 감국        |  |  |  |  |  |  |  |  |  |  |  |  |  |  |  |
|  |                                |  |  |  |  |  |  |  |  |  |  |  |  |  |  |  |
|  |                                |  |  |  |  |  |  |  |  |  |  |  |  |  |  |  |
|  | 10. 온기라트 데이세첸          |  |  |  |  |  |  |  |  |  |  |  |  |  |  |  |
|  |                                |  |  |  |  |  |  |  |  |  |  |  |  |  |  |  |
|  |                                |  |  |  |  |  |  |  |  |  |  |  |  |  |  |  |
|  | 5. 온기라트 보르테 우진 카툰   |  |  |  |  |  |  |  |  |  |  |  |  |  |  |  |
|  |                                |  |  |  |  |  |  |  |  |  |  |  |  |  |  |  |
|  |                                |  |  |  |  |  |  |  |  |  |  |  |  |  |  |  |
|  | 11. 초탄                       |  |  |  |  |  |  |  |  |  |  |  |  |  |  |  |
|  |                                |  |  |  |  |  |  |  |  |  |  |  |  |  |  |  |
|  |                                |  |  |  |  |  |  |  |  |  |  |  |  |  |  |  |
|  | 1. 보르지긴 몽케 카간          |  |  |  |  |  |  |  |  |  |  |  |  |  |  |  |
|  |                                |  |  |  |  |  |  |  |  |  |  |  |  |  |  |  |
|  |                                |  |  |  |  |  |  |  |  |  |  |  |  |  |  |  |
|  | 24. 케레이트 마르쿠즈 칸       |  |  |  |  |  |  |  |  |  |  |  |  |  |  |  |
|  |                                |  |  |  |  |  |  |  |  |  |  |  |  |  |  |  |
|  |                                |  |  |  |  |  |  |  |  |  |  |  |  |  |  |  |
|  | 12. 케레이트 아이샨 칸         |  |  |  |  |  |  |  |  |  |  |  |  |  |  |  |
|  |                                |  |  |  |  |  |  |  |  |  |  |  |  |  |  |  |
|  |                                |  |  |  |  |  |  |  |  |  |  |  |  |  |  |  |
|  | 6. 자하감보                    |  |  |  |  |  |  |  |  |  |  |  |  |  |  |  |
|  |                                |  |  |  |  |  |  |  |  |  |  |  |  |  |  |  |
|  |                                |  |  |  |  |  |  |  |  |  |  |  |  |  |  |  |
|  | 3. 케레이트 소르칵타니 베키    |  |  |  |  |  |  |  |  |  |  |  |  |  |  |  |
|  |                                |  |  |  |  |  |  |  |  |  |  |  |  |  |  |  |
|  |                                |  |  |  |  |  |  |  |  |  |  |  |  |  |  |  |
|  | 7. 바사이                      |  |  |  |  |  |  |  |  |  |  |  |  |  |  |  |
|  |                                |  |  |  |  |  |  |  |  |  |  |  |  |  |  |  |
|  |                                |  |  |  |  |  |  |  |  |  |  |  |  |  |  |  |

## 기타
그는 몽골 제국이 분열되기 전에 전체 제국의 각 지역, 식민지, 속주를 직접 통치 할 수 있었던 마지막 대칸으로 인정된다.
서남아시아 원정군은 우구데이 카안 때 임명된 크로마칸 호르지(Чормаган хорчи)의 후계자로 현지 체류중이던 바이주(Байджу) 외에도, 나이만 출신 키트부카(Хэтбуха), 중국인 출신 곽간(郭侃), 훌라구 등을 보내 관리하게 했다.

## 몽케 칸이 등장한 작품

### 드라마
- 《호조 토키무네》 (2001년, NHK 대하드라마)  - 델게르
- 《무신》(2012년, MBC) - 김경룡